# فنانيس
فنانيس هي شخصيات خيالية تعرض خلال شهر رمضان على قنوات إم بي سي منذ عام 2015 وكانت تقدم كفواصل كوميدية بسيطة بين فقرات القنوات، حظيت هذه الشخصيات على مر السنين بإعجاب وحفاوة من الجمهور وتحولت إلى أيقونات تعبر عن شهر رمضان، وقررت مجموعة قنوات إم بي سي إلى تحويلها لمسلسل كرتوني.

## فكرة الشخصيات وتصميمها
كانت صاحبة تنفيذ فكرة شخصيات فنانيس هي رشا سعادة مدير قسم العلامات التجارية والعروض في مجموعة إم بي سي التي اقترحت تنفيذ رسوم متحركة بشكل شيق وجديد لتقديمها في الفواصل الدرامية. وتم تصميم الشخصيات على يد ثلاثة من الشباب المصريين، هم: إسلام أبو شادي خريج كلية الحقوق ويعمل رسام كوميكس ومصممًا للشخصيات، وأحمد عبد الوارث خريج كلية الفنون الجميلة ويعمل مخرجًا وعمرو شعلان خريج كلية الفنون الجميلة ويعمل مديرًا فنيًّا.
كان الهدف الرئيسي للشخصيات أن تكون ظريفة وتستطيع أن تنفذ مشاهد تميل إلى أن تكون مضحكة وذلك مع الحفاظ على الشخصيات والهوية العربية، استغرق رسم الشخصيات أخذ ما يقرب من الشهرين؛ حيث تم رسم 80 شخصية وتم الاستقرار على سبع شخصيات فقط.
تم عمل فيديو صغير للشخصيات وعرض على صفحتي Mbc1 وmbc مصر عام 2015، واستطاع أن يحقق أكثر من 2 مليون مشاهدة على فيسبوك وأكثر من 50 ألف مشاركة.

## الشخصيات
الرجل البدين الكوميدي
شخصية الرجل البدين وهي الشخصية الأقدم والأكثر انتشاراً في الفيديوهات، قال منفذو الشخصية أنها من أكثر شخصيات المجموعة التي استغرقت وقتًا طويلاً في إعدادها لتخرج بهذا الشكل اللائق من حيث تعبيرات الوجه المضحكة وحجم جسده البدين، ويظهر خلال فيديوهات مُشاكسة وهو يبحث عن الأطعمة، وتعبيرات وجهه المتشوقة إلى أذان المغرب كي يتناول الإفطار، كما يظهر في نهاية شهر رمضان وهو يستحم في البانيو بطريقة كوميدية لطيفة لاستقبال العيد.
المخترع ذو اللحية الملونة
من الشخصيات الأقدم والتي ظهرت في بداية السلسلة وتم تصميم هذه الشخصية على نفس تصاميم عائلة فنانيس لكن بشكل جديد ليبدو من ملامحه أنه عالم ومخترع، فهو يمتلك لحية كثيفة ملونة ويقدم مواقف كوميدية شيقة تؤكد طبيعة مظهره كمخترع، ومنها التجهيز لمدفع رمضان.
الشاب عازف الجيتار

تمكنت هذه الشخصية التي انضمت إلى العائلة بعد شخصية الرجل البدين من جذب الانتباه لها من قِبَل قاعدة عريضة من المشاهدين، وذلك بسبب تصميمه المميز؛ إذ يظهر دائمًا وهو يحمل جيتارًا أكبر من حجم جسده ويعزف عليه بشكل لطيف ومضحك.
المصارع الرياضي

الرجل المصارع الرياضي من الشخصيات التي ظهرت ضمن شخصيات فنانيس لاحقا، وهو رجل يمتلك بنية رياضية، ويظهر بشكل مصارع رياضي، ويرتدي دومًا نظارة سوداء، ويقدم فيديوهات مضحكة في الفواصل الإعلانية بالاشتراك مع باقي شخصيات العائلة.
الطفل الصغير (علاء الدين)

ويظهر في هذه الشخصية طفل صغير أطلق عليه الجمهور (علاء الدين) نظرًا لأنه يظهر مرتديًا ملابس تشبه ثيابه، ويطل على الجمهور بضحكة مميزة وبريئة تخطف القلوب، كما يظهر دائمًا وشعره يغطي معظم ملامح وجهه.
الطفلة ذات عيون جميلة

وهي شخصية طفلة صغيرة تمتلك وجهًا جميلاً، وعيونًا طفولية بريئة. وتُعدُّ الأنثى الوحيدة التي تم ابتكارها ضمن عائلة فنانيس الكرتونية، وتقدم مواقف كوميدية بالاشتراك مع الطفل الصغير والرجل المُسن.

## المسلسل الكارتوني
في عام 2021 أعلنت قنوات إم بي سي عن تحويل هذه الشخصيات إلى مسلسل كارتوني والذي عرض خلال شهر رمضان على قنوات ام بي سي وكذلك منصة شاهد.نت، وكان الموسم الأول مكون من 30 حلقة.

## تأثير ثقافي
النجاح الذي حققته الشخصيات دفع العديد من المصنين في طباعتها وتصنيع الشخصيات على شكل دمي وألعاب وملصقات تستخدم للزينة في شهر رمضان، وبحسب بعض المصادر تحظى بنسبة عالية من المبيعات مقارنة بالشخصيات الرمضانية الأخرى.

## وصلات خارجية
- فنانيس في قاعدة بيانات الأفلام العربية